# Michaela Möller (Autorin)
Michaela Möller (* 10. Juni 1980 in Fulda, Hessen) ist eine deutsche Autorin und Psychologin.
Sie studierte Modejournalismus und Medienkommunikation in Hamburg und München. Das Studium der Psychologie in Köln schloss sie 2011 mit dem Diplom ab. Seit 2006 hat sie fünf Romane im Bastei-Verlag veröffentlicht. 
Möller lebt in Köln und arbeitet hauptberuflich an der Uniklinik Köln in der Arbeitsgruppe Tiefe Hirnstimulation.

## Werke
Romane
- Champagnerwillich. Bastei-Verlag 2006, ISBN 3404155513
- Beziehungsweise Blond. Bastei-Verlag 2007, ISBN 3404157346
- Mehrwegmänner. Bastei-Verlag 2008, ISBN 3404158601
- Einzelstücke. Bastei-Verlag 2011, ISBN 3404163478
- Die emotionale Obdachlosigkeit männlicher Singles. Bastei-Verlag 2012, ISBN 3404166345

Kurzgeschichten
- Das Monster, das gar kein Monster war. In: Anne Hertz: Junger Mann zum Mitreisen gesucht. Knaur-Verlag 2012, ISBN 3426652919